# Charles-Robert Hecquet
Pour les articles homonymes, voir Hecquet.
Charles-Robert Hecquet, né en 1750 à Caudebec-en-Caux, mort le 30 novembre 1796 à Paris, est un homme politique de la Révolution française. 

## Biographie
La monarchie constitutionnelle, mise en place par la constitution du 3 septembre 1791, prend fin à l'issue de la journée du 10 août 1792 : les bataillons de fédérés bretons et marseillais et les insurgés des faubourgs de Paris prennent le palais des Tuileries. 
En septembre 1792, Charles-Robert Hecquet, alors maire de Caudebec-en-Caux, est élu député du département de la Seine-Inférieure, le cinquième sur seize, à la Convention nationale. 
Il siège sur les bancs de la Gironde. Lors du procès de Louis XVI, il vote « la détention, et le bannissement à la paix, sous peine de mort », et se prononce en faveur de l'appel au peuple et du sursis à l'exécution. En avril 1793, il vote en faveur de la mise en accusation de Jean-Paul Marat. En juin, il vote en faveur du rétablissement de la Commission des Douze. 
En octobre, après le rapport de Jean-Pierre-André Amar, membre du Comité de sûreté générale, il est décrété d'arrestation pour avoir signé la protestation contre les journées du 31 mai et du 2 juin. Le 29 nivôse an II (18 janvier 1794), alors qu'il est détenu à la prison de la Force, il écrit avec,plusieurs de ses codétenus, une lettre à Maximilien de Robespierre : ils l'y remercient de s'être opposé à leur déferrement devant le tribunal révolutionnaire, lui assurent qu'ils ont été « trompés et égarés », et le prient d'appuyer leur rappel au sein de la Convention. Ils sont libérés et réintégrés à leur poste le 18 frimaire an III (8 décembre 1794).
En brumaire an IV (octobre 1795), sous le Directoire, Charles-Robert Hecquet est élu député au Conseil des Anciens.  Le 10 frimaire an V (le 30 novembre 1796), son décès est annoncé en séance.

## Source principale
- Adolphe Robert, Gaston Cougny, Dictionnaire des parlementaires français de 1789 à 1889, Paris, Bourloton, 1889, tome 3, p. 329
- Fiche sur Assemblée nationale